# Gare de Bourg-Madame
Gare de Bourg-Madame – stacja kolejowa w Bourg-Madame, w departamencie Pireneje Wschodnie, w regionie Oksytania, we Francji. Jest zarządzany przez SNCF (budynek dworca) i przez RFF (infrastruktura). 
Został otwarty w 1910 przez Compagnie des chemins de fer du Midi et du Canal latéral à la Garonne. Jest obsługiwana przez pociągi TER Languedoc-Roussillon.

## Położenie
Przystanek znajduje się na Ligne de Cerdagne, w km 55,689, na wysokości 1143 m n.p.m., pomiędzy stacjami Osséja i Ur-Les Escaldes. 

## Linie kolejowe
- Ligne de Cerdagne